# خافيير بايز
خافيير بايز (بالإسبانية: Javier Páez)‏ هو لاعب كرة قدم أرجنتيني في مركز الدفاع، ولد في 23 سبتمبر 1975 في ميرلو في الأرجنتين. لعب مع أتليتيكو توكومان وأوليمبو وإنديبندينتي وتاليريس كوردوبا وتشاكاريتا جيونيورز وخميناسيا خوخوي وديبورتيفو إسبانول وسوسيداد ديبورتيفو كيتو وفيرو كاريل أويستي وهابوعيل تل أبيب.